# Jičín
Jičín (pronuncia: ˈjɪtʃiːn; in tedesco: Gitschin o Jitschin; in polacco: Jiczyn) è una città della Repubblica Ceca, capoluogo del distretto omonimo, nella regione di Hradec Králové. Si trova circa a 85 km a nordest di Praga.
Jičín è una città d'arte, grazie al ben conservato centro storico, costruito attorno a una piazza rettangolare, con un disegno di strade di origine gotica, resti di fortificazioni e architetture rinascimentali e barocche.
La storia della città è legata ad Albrecht von Wallenstein che durante la sua dominazione aveva ricostruito la città come uno dei centri principali del suo ducato. 
La battaglia di Jičin venne combattuta durante la guerra austro-prussiana del 1866.

## Amministrazione

### Gemellaggi
Jičín è gemellata con:
- Erbach im Odenwald
- King's Lynn
- Martin
- Wijk bij Duurstede